# Spider-Man: Novi svijet
Spider-Man: Novi svijet (eng. Spider-Man: Into the Spider-Verse), američki je animirani superherojski film iz 2018. godine, temeljen na liku Marvel Comicsa, Milesu Moralesu/Spider-Manu, koji su proizveli Columbia Pictures i Sony Pictures Animation u suradnji s Marvelom, a distribuirali Sony Pictures Release. Prvi je animirani dugometražni film u franšizi Spider-Man, i smješten je u zajedničkom »svemiru« (multiverse) zvanom „Spider-Verse”, koji ima alternativne svjetove. Film su režirali Bob Persichetti, Peter Ramsey i Rodney Rothman, scenarij su napisali Phil Lord i Rothman, a glasove su posudili Shameik Moore kao Morales, uz Jakea Johnsona, Hailee Steinfeld, Mahershala Ali, Brian Tyree Henry, Lily Tomlin, Lunu Lauren Velez, Johna Mulaneya, Nicolasa Cagea, i Liev Schreiber. U Spider-Man: u Spider-Verse, Miles Morales postaje jedan od mnogih Spider-Mana dok se udružuju kako bi spasili New York City i zaustavili Kingpina.
Planove za razvoj filma Lord i Miller prvi su put otkrili 2014., a službeno su objavljeni u travnju 2015. Persichetti, Ramsey i Rothman pridružili su se u iduće dvije godine s Mooreom i Schreiberom u travnju 2017. Lord i Miller željeli su da film ima svoj jedinstveni stil, koristeći se računalnim animacijama tvrtke Sony Pictures Imageworks i tradicijskim tehnikama crtanih stripova nadahnutih radom Milesa Moralesa, suosnivača Sara Pichelli. Dovršenje animacije za film zahtijevalo je do 140 animatora, najveću posadu koju je ikada koristila Sony Pictures Animation za film.
Spider-Man: Novi svijet imao je svoju svjetsku premijeru u Regency Village Theatreu u Los Angelesu 1. prosinca 2018., te je objavljen u Sjedinjenim Američkim Državama 14. prosinca 2018. godine. Film je osvojio nagradu za najbolji animirani igrani film na 76. Zlatnim globusima, bio je nominiran za istu nagradu na 24. Nagradi kritičara i osvojio brojne druge nagrade i nominacije.

## Uloge
| Ime                            | Engleska inačica  | Hrvatska inačica       |
| ------------------------------ | ----------------- | ---------------------- |
| Miles Morales / Spider-Man     | Shameik Moore     | Adnan Prohić           |
| Peter B. Parker / Spider-Man   | Jake Johnson      | Frano Mašković         |
| Gwen Stacy / Spider-Woman      | Hailee Steinfeld  | Anja Nigović           |
| Aaron Davis / Prowler          | Mahershala Ali    | Igor Kovač             |
| Jefferson Davis                | Brian Tyree Henry | Tarik Filipović        |
| May Parker                     | Lily Tomlin       | Biserka Ipša           |
| Rio Morales                    | Luna Lauren Velez | Ana Begić              |
| Peter Prasker / Spider-Ham     | John Mulaney      | Ozren Grabarić         |
| Peni Parker / SP / dr          | Kimiko Glenn      | Sandra Hrenar          |
| Peter Parker / Spider-Man Noir | Nicolas Cage      | Ivan Šarić             |
| Olivia Octavius / Doc Ock      | Kathryn Hahn      | Nina Violić            |
| Wilson Fisk / Kingpin          | Liev Schreiber    | Goran Grgić            |
| Peter Parker / Spider-Man      | Chris Pine        | Zoran Pribičević       |
| Stan Lee                       | Stan Lee          | Željko Bebek           |
| Ben Parker                     | Cliff Robertson   | Miroslav Ćiro Blažević |
| Mary Jane Watson               | Zoe Kravitz       | Ivana Rushaidat        |

## Ostali glasovi
- Željko Tomac kao objavitelj muških vijesti #1
- Robert Šantek kao objavitelj muških vijesti #2, učitelj matematike, učitelj književnosti i učitelj
- Jasna Bilušić kao voditeljica vijesti, učiteljica, policijska dispečerica i glas računala u sudaraču
- Iva Vučković kao stara ženska prijateljica i glumačka djevojka
- Tomislav Jurčec kao student #1 i dječak
- Luna Lastrić kao djevojka iz hodnika
- Denin Serdarević kao zaštitar i policajac
- Paola Slavica kao Lyla i znanstvenica
- Marko Cindrić kao Miguel O'Hara / Spider-Man 2099
- Jelena Kuljančić kao Vannesa Fisk
- Boris Barberić kao Nadgrobni (eng. Tombstone), policajac #1 i J. Jonah Jameson sa Zemlje-67
- Nika Ilčić kao stara prijateljica #5
- Dora Jakobović kao gđa. Calleros
- Ana Ćapalija kao znanstvenica #2 i #4
- Ana Takač kao policajka #2
- Daniel Dizdar kao stari prijatelj #1, Brooklynite, policijski radio, znanstvenik, promatrač #2 i Spider-Man sa Zemlje-67
- Dragan Peka kao pogrebni polaznik i znanstvenik #1
- Marko Juraga kao Škorpion
- Hrvoje Klobučar kao pripovjedač
- Sead Berberović
- Ljubo Alexandar Dragović
- David Titan Dragović
- Kaja Šiber
- Anja Kanjir

## Hrvatska sinkronizacija
- Tonska obrada: Livada Produkcija
- Redatelj dijaloga: Ivan Plazibat
- Prijevod dijaloga: Neven Marinac i Gordan Dragić